# Pouzauges
Pouzauges est une commune française située dans le département de la Vendée, en région Pays de la Loire. Elle a pour clubs de sport le PVHB (Pouzauges Vendée Handball), PBFC (Pouzauges Bocages Football Club), l'escalade du haut bocage et le HBBC (Haut Bocage Basket Club) et pleins d'autres.

## Géographie
Pouzauges se situe en France, à l'est du département de Vendée, dans le « Haut-Bocage » vendéen, proche de « la Gâtine » à la limite des Deux-Sèvres, dans le prolongement méridional du Massif armoricain, au sud de la Loire.
La ville est située sur plusieurs collines, dont le puy Crapaud, l'un des points culminants de la Vendée à 269 m de haut.
L'altitude allant de 92 à 280 mètres sur le massif granitique de la commune, l'altitude moyenne est de 184 mètres,.
Le territoire municipal de Pouzauges s'étend sur 3 652 hectares.
| - OpenStreetMap Limite communale |

| La Flocellière (Sèvremont)             | La Pommeraie-sur-Sèvre (Sèvremont) |              |
| Le Boupère                             | Pouzauges                          | Saint-Mesmin |
| Les Châtelliers-Châteaumur (Sèvremont) | La Meilleraie-Tillay               | Montournais  |

### Climat
Pour des articles plus généraux, voir Climat des Pays de la Loire et Climat de la Vendée.
En 2010, le climat de la commune est de type climat océanique altéré, selon une étude du CNRS s'appuyant sur une série de données couvrant la période 1971-2000. En 2020, Météo-France publie une typologie des climats de la France métropolitaine dans laquelle la commune est exposée à un climat océanique et est dans la région climatique  Bretagne orientale et méridionale, Pays nantais, Vendée, caractérisée par une faible pluviométrie en été et une bonne insolation. 
Pour la période 1971-2000, la température annuelle moyenne est de 11,1 °C, avec une amplitude thermique annuelle de 14,9 °C. Le cumul annuel moyen de précipitations est de 993 mm, avec 12,7 jours de précipitations en janvier et 7,3 jours en juillet. Pour la période 1991-2020, la température moyenne annuelle observée sur la station météorologique de Météo-France la plus proche, « St-Fulgent_sapc », sur la commune de Saint-Fulgent à 27 km à vol d'oiseau, est de 12,6 °C et le cumul annuel moyen de précipitations est de 815,9 mm,. Pour l'avenir, les paramètres climatiques de la commune estimés pour 2050 selon différents scénarios d'émission de gaz à effet de serre sont consultables sur un site dédié publié par Météo-France en novembre 2022.

## Urbanisme

### Typologie
Au 1er janvier 2024, Pouzauges est catégorisée bourg rural, selon la nouvelle grille communale de densité à sept niveaux définie par l'Insee en 2022.
Elle appartient à l'unité urbaine de Pouzauges, une unité urbaine monocommunale constituant une ville isolée,. Par ailleurs la commune fait partie de l'aire d'attraction de Pouzauges, dont elle est la commune-centre,. Cette aire, qui regroupe 7 communes, est catégorisée dans les aires de moins de 50 000 habitants,.

### Occupation des sols
L'occupation des sols de la commune, telle qu'elle ressort de la base de données européenne d’occupation biophysique des sols Corine Land Cover (CLC), est marquée par l'importance des territoires agricoles (83,7 % en 2018), en diminution par rapport à 1990 (86,9 %). La répartition détaillée en 2018 est la suivante : 
zones agricoles hétérogènes (34,3 %), terres arables (30,1 %), prairies (19,3 %), zones urbanisées (8,8 %), forêts (5,2 %), zones industrielles ou commerciales et réseaux de communication (2,3 %). L'évolution de l’occupation des sols de la commune et de ses infrastructures peut être observée sur les différentes représentations cartographiques du territoire : la carte de Cassini (XVIIIe siècle), la carte d'état-major (1820-1866) et les cartes ou photos aériennes de l'IGN pour la période actuelle (1950 à aujourd'hui).

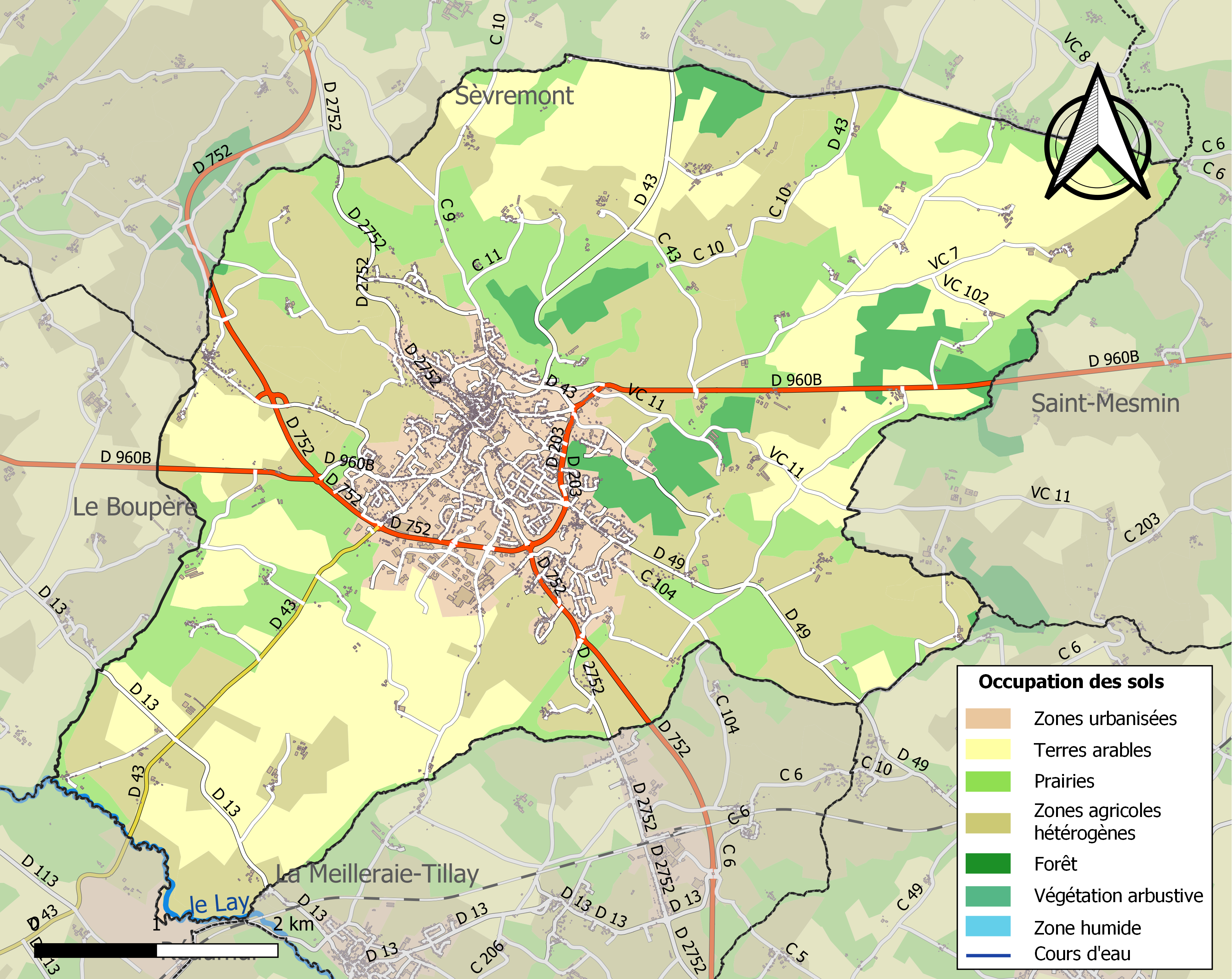
Carte des infrastructures et de l'occupation des sols de la commune en 2018 (CLC).

## Toponymie
Pouzauges est attestée sous la forme Puzalgiæ en 1080. Du latin puteus, avec un suffixe rare comme -alia, signifiant « trou, fosse » ou « gouffre, fosse très profonde » voire « puits d'eau vive » ou même « puits de mine ». Son sens s'est ensuite étendu au « trou creusé pour atteindre une nappe d'eau souterraine ».
Durant la Révolution, la commune porte le nom de Pouzauges-la-Montagne.
La commune, absorbée en 1822, de Pouzauges-le-Vieux ou Vieux-Pouzauges a porté le nom révolutionnaire de Pouzauges-la-Vallée.

## Histoire

### Préhistoire et Antiquité

#### Préhistoire
Un dolmen et plusieurs polissoirs trouvés sur le territoire de la commune attestent de son occupation dès le néolithique.

### AuxXIVeetXVesiècles

#### Guerre de Cent Ans
La guerre de Cent Ans, conflit entre les Plantagenêts et les Capétiens, qui opposa les Anglais et les Français, s'est déroulée en partie dans le Poitou, la Normandie et l'Aquitaine.

#### Seigneurs de Pouzauges
La seigneurie de Pouzauges appartient aux Vicomtes de Thouars qui donnent au château de Pouzauges sa configuration.
Aux XIVe et XVe siècles, les seigneurs de Pouzauges sont issus d'une branche cadette des Vicomtes de Thouars. Hugues II est le fils de Guy II Vicomte de Thouars, il est seigneur de Pouzauges, Tiffauges et Mauléon. Son fils Miles de Thouars devient Seigneur de Pouzauges. À son fils Renaud succède ensuite Miles II, seigneur de Pouzauges, Tiffauges, Savenay, prince de Chabanais et Confolens, père de Catherine de Thouars qui devient l'épouse de Gilles de Rais en 1420.
|  |  |  |  |  |  |  |  |  |  |  |  |                                   |                                   | Hugues II (1332-1333)             |                                   |                                   |                                   |  |  |                           |                           |                           |                           |                           |                           |
|  |  |  |  |  |  |  |  |  |  |  |  |                                   |                                   |                                   |                                   |                                   |                                   |  |  |                           |                           |                           |                           |                           |                           |
|  |  |  |  |  |  |  |  |  |  |  |  | Miles de Thouars (†1378)          |                                   |                                   |                                   |                                   |                                   |  |  |                           |                           |                           |                           |                           |                           |
|  |  |  |  |  |  |  |  |  |  |  |  |                                   |                                   |                                   |                                   |                                   |                                   |  |  |                           |                           |                           |                           |                           |                           |
|  |  |  |  |  |  |  |  |  |  |  |  | Renaud de Thouars (†1385)         |                                   |                                   |                                   |                                   |                                   |  |  |                           |                           |                           |                           |                           |                           |
|  |  |  |  |  |  |  |  |  |  |  |  |                                   |                                   |                                   |                                   |                                   |                                   |  |  |                           |                           |                           |                           |                           |                           |
|  |  |  |  |  |  |  |  |  |  |  |  | Miles II de Thouars (†1419)       |                                   |                                   |                                   |                                   |                                   |  |  |                           |                           |                           |                           |                           |                           |
|  |  |  |  |  |  |  |  |  |  |  |  |                                   |                                   |                                   |                                   |                                   |                                   |  |  |                           |                           |                           |                           |                           |                           |
|  |  |  |  |  |  |  |  |  |  |  |  | Catherine de Thouars (1404-†1462) | Catherine de Thouars (1404-†1462) | Catherine de Thouars (1404-†1462) | Catherine de Thouars (1404-†1462) | Catherine de Thouars (1404-†1462) | Catherine de Thouars (1404-†1462) |  |  | Jean II de Vendôme †>1460 | Jean II de Vendôme †>1460 | Jean II de Vendôme †>1460 | Jean II de Vendôme †>1460 | Jean II de Vendôme †>1460 | Jean II de Vendôme †>1460 |
|  |  |  |  |  |  |  |  |  |  |  |  | Catherine de Thouars (1404-†1462) | Catherine de Thouars (1404-†1462) | Catherine de Thouars (1404-†1462) | Catherine de Thouars (1404-†1462) | Catherine de Thouars (1404-†1462) | Catherine de Thouars (1404-†1462) |  |  | Jean II de Vendôme †>1460 | Jean II de Vendôme †>1460 | Jean II de Vendôme †>1460 | Jean II de Vendôme †>1460 | Jean II de Vendôme †>1460 | Jean II de Vendôme †>1460 |
|  |  |  |  |  |  |  |  |  |  |  |  |                                   |                                   |                                   |                                   |                                   |                                   |  |  |                           |                           |                           |                           |                           |                           |
|  |  |  |  |  |  |  |  |  |  |  |  |                                   |                                   |                                   |                                   | Jean III de Vendôme †>1482        |                                   |  |  |                           |                           |                           |                           |                           |                           |
|  |  |  |  |  |  |  |  |  |  |  |  |                                   |                                   |                                   |                                   |                                   |                                   |  |  |                           |                           |                           |                           |                           |                           |
|  |  |  |  |  |  |  |  |  |  |  |  |                                   |                                   |                                   |                                   | Jacques de Vendôme †1507          |                                   |  |  |                           |                           |                           |                           |                           |                           |
|  |  |  |  |  |  |  |  |  |  |  |  |                                   |                                   |                                   |                                   |                                   |                                   |  |  |                           |                           |                           |                           |                           |                           |
|  |  |  |  |  |  |  |  |  |  |  |  |                                   |                                   |                                   |                                   | Louis de Vendôme †1527            |                                   |  |  |                           |                           |                           |                           |                           |                           |
|  |  |  |  |  |  |  |  |  |  |  |  |                                   |                                   |                                   |                                   |                                   |                                   |  |  |                           |                           |                           |                           |                           |                           |
|  |  |  |  |  |  |  |  |  |  |  |  |                                   |                                   |                                   |                                   | François de Vendôme †1560         |                                   |  |  |                           |                           |                           |                           |                           |                           |

La seigneurie de Pouzauges passe à la famille de Vendôme quand Catherine se remarie avec Jean II de Vendôme, vidame de Chartres. Leur fils Jean III, vidame de Chartres et bailli de Berry, est également seigneur de Pouzauges après la mort de ses parents, il meurt après 1482. Leurs descendants successifs Jacques, Louis, François, conservent la seigneurie de Pouzauges parmi leurs nombreuses titulatures. Claude Goufier (v. 1500-v. 1570) l'héritera de sa sœur Hélène, décédée sans postérité de son mari le vidame Louis de Vendôme.

### AuXVIIIesiècle
Joseph-Gabriel-Toussaint Grignon, marquis de Pouzauges (1735-1805) est seigneur de Pouzauges, son fils le comte Roch-Sylvestre Grignon de Pouzauges fut un chef militaire vendéen.

### Révolution française

#### États généraux de 1789
Le curé du Vieux-Pouzauges, Dominique Dillon, est élu député du clergé en prévision des états généraux de 1789.

#### Guerre de Vendée
La guerre civile qui opposa, dans l'Ouest de la France, en Vendée, les républicains de la révolution (surnommés les « bleus ») aux vendéens royalistes (les « blancs »), entre l'an I et l'an IV (1793 et 1796) pendant la Révolution française.

##### Massacre de la nuit de Noël 1793
Durant la messe de minuit de Noël 1793, quatre cents personnes sont massacrées, sans aucun procès préalable, dans l’église de Pouzauges par les armées révolutionnaires[réf. souhaitée].

##### Massacre par les «Colonnes infernales» en 1794
Cet acte est commis le 26 janvier 1794 par les hommes d'une « Colonne Infernale » commandés pour la 4e par l'adjudant-général Lachenay ; à l'issue d'un banquet offert par ce républicain à son général Grignon, ils fusillent 32 Pouzaugeais qui s'étaient alors réfugiés dans l'enceinte du vieux château.
Le même jour, un détachement des « colonnes infernales » sous les ordres de Brisset[Qui ?] se dirige vers les villes et villages alentour qui sont incendiés (notamment Saint-Mesmin et son château), une partie des habitants est massacrée.

### Première guerre mondiale
Pouzauges compte plusieurs personnes, parmi les Poilus et la Première Guerre mondiale.
- Loiseau Pierre Célestin, né le 26 décembre 1874 à La Flocellière en Vendée, mort le 22 décembre 1918 dans le Rhône. Lors de la Première Guerre mondiale, il a été recruté à Fontenay-le-Comte. Fils de  Pierre Loiseau et Marie Loiseau, habitait à Pouzauges, il travaillait comme cultivateur. Il est appelé sous les drapeaux pour défendre son pays le 8 septembre 1914. Il intègre le 84e régiment d’infanterie comme soldat de 2e classe. Il est mort de « maladie contractée en service »
- Morisson Victor Louis, né le 20 janvier 1889 à Pouzauges, mort le 30 mai 1918 à Rosnay dans la Marne. Lors de la Première Guerre mondiale, il a été recruté à Fontenay-le-comte. Fils de Louis Victor François Morisson et Véronique Charbonneau, il habitait à Pouzauges. Morisseau Victor Louis Gustave travaillait comme cultivateur. Il est appelé sous les drapeaux pour défendre son pays en 1914. Il intègre le  211e régiment d’infanterie comme caporal et meurt au front à l’âge de 29 ans.
- Messant Alfred Zénob, né le 28 août 1885 à Pouzauges, mort  le 4 juin 1918 à Dury dans la Somme. Lors de la Première Guerre mondiale. Il a été recruté à Fontenay-le-Comte. Fils de  Zénob Messant et Isabelle Guitton habitant à Pouzauges et travaillait comme cultivateur. Il est appelé sous les drapeaux pour défendre son pays en 1914. Il intègre le 235e régiment d’infanterie comme soldat de 2e classe. Il est mort « suite aux blessures de guerre »
- Poupin Louis François, né le 4 octobre 1883 à Pouzauges, mort le 25 septembre 1915 à Beauséjours dans la Marne. Lors de la Première Guerre mondiale il a été recruté à Fontenay-le-Comte. Fils de  Jacques Poupin  et  Henriette Richard, habitait à Pouzauges et travaillait comme domestique. Il est appelé sous les drapeaux pour défendre son pays en 1914. Il intègre le 37e régiment d’infanterie comme soldat de 2e classe. Il est «tué à l’ennemi»
- Baron Eugène Auguste Maximilien, né le 4 janvier 1886 à Pouzauges, mort le 18 septembre 1914 à Sedan dans les Ardennes. Lors de la Première Guerre mondiale. Il a été recruté à Fontenay-le-comte. Fils de  René Pierre Louis Baron et Amée Marie Bouilleau, il habitait à Pouzauges travaillait comme domestique agricole. Il est appelé sous les drapeaux pour défendre son pays en 1914. Il intègre le 69e régiment d’infanterie comme soldat de 2e classe. Il est porté disparu le 18 septembre 1914.
- Bertrand Albert Joseph né le 5 septembre 1893 à Pouzauges, mort le 20 février 1918  à Moncel-sur-Seille dans la Meurthe-et-Moselle. Lors de la Première Guerre mondiale il a été recruté à Fontenay-le-Comte. Fils de  Bertrand Valentin et Marie Dagusé, il habitait à Pouzauges, travaillait comme épicier. Il est appelé sous les drapeaux pour défendre son pays en décembre 1914. Il intègre le 411e régiment d’infanterie comme sergent. Il est «tué à l’ennemi» au combat de l'Aisne. Il allait avoir vingt-cinq ans.
- Gabard Roger Émilien né le 3 juin 1893 à Pouzauges, mort le 25 août 1918  à Montecouvé dans l'Aisne. Lors de la Première Guerre mondiale il a été recruté à Fontenay-le-Comte. Fils de Jean Baptiste Gabard, il habitait à Pouzauges, et travaillait comme étudiant. Il est appelé sous les drapeaux pour défendre son pays le 22 mai 1917.Il intègre le 90e régiment d’infanterie comme soldat de 2e classe. Il est «tué à l’ennemi» le 25 août 1918.
- Guilloteau Gabriel Ambroise né le 23 septembre 1891 à Pouzauges, mort le 17 septembre 1916 à Estrées-Deniécourt dans la Somme. Lors de la Première Guerre mondiale il a été recruté à Fontenay-le-comte. Fils de Joseph Pierre Guilloteau il habitait à Pouzauges, et travaillait comme cultivateur. Il est appelé sous les drapeaux pour défendre son pays le 5 novembre 1914. Il intègre le 109e régiment d’infanterie comme soldat de 2e classe. Il est «tué a l’ennemi» le 17 septembre 1916.
- Guilloteau Joseph Pierre né le 5 janvier 1892 à Pouzauges, mort le 24 juillet 1918 dans la Marne. Lors de la Première Guerre mondiale il a été recruté à Fontenay-le-Comte. Fils de Marie Bazile Guilloteau et Marie Coutant il habitait à Pouzauges, et travaillait comme cultivateur. Il est appelé sous les drapeaux pour défendre son pays le 5 novembre 1914. Il intègre le 109e régiment d’infanterie comme soldat de 2e classe. Il est «tué à l’ennemi»
- Ailleaume George Julien Louis né le 1er mai 1888 à Pouzauges, mort le 3 mai 1917 dans les Basses Pyrénées. Lors de la Première Guerre mondiale il a été recruté à Fontenay-le-comte. Fils d'Hippolyte Ailleaume, habitait à Pouzauges, et devient étudiant. Il est appelé sous les drapeaux pour défendre son pays le 5 novembre 1914. Il passe caporal le 25 septembre 1910 puis  il est décoré de la croix de guerre et meurt de « maladie contractée pendant le champ de bataille» le 3 mai 1917.

## Politique et administration

### Tendances politiques et résultats

#### Référendums
- Référendum sur la réforme du Sénat et la régionalisation[25]

| Non : 824 (35,66 %) |  |  | Oui : 1 487 (64,34 %) |
| ▲                   |  |  |                       |

### Liste des maires
| Période                                  | Période                 | Identité                                | Étiquette | Qualité |
| ---------------------------------------- | ----------------------- | --------------------------------------- | --------- | --- |
| Les données manquantes sont à compléter. |                         |                                         |           | |
| ?                                        | ?                       | Jacques Olivier Fradin de La Renaudière |           | Propriétaire Conseiller général de Pouzauges (1836 → 1839)                                                          |
| Les données manquantes sont à compléter. |                         |                                         |           | |
| 1929                                     | 9 décembre 1942 (décès) | Léon de la Taste                        |           | Avocat à la Cour d'appel de Paris Officier de l'ordre national de la Légion d'honneur (1939)                        |
| 1943                                     | 1944                    | Hippolyte Dupont                        |           | |
| Les données manquantes sont à compléter. |                         |                                         |           | |
| mai 1945                                 | mars 1965               | Charles Mignen                          | DVD       | Médecin Conseiller général de Pouzauges (1945 → 1970)                                                               |
| mars 1965                                | mars 1971               | Georges Seguin                          |           | |
| mars 1971                                | mars 1977               | Jacques Chartier                        |           | Directeur général de Fleury Michon                                                                                  |
| mars 1977                                | mars 1983               | Raymond Bonnet (1920-2006)              | DVD       | Chef des services administatifs retraité, ancien résistant                                                          |
| mars 1983                                | 1987 (démission)        | Claude Ganachaud                        |           | |
| 7 décembre 1987                          | juin 1995               | Annick Cartier,                         | DVD       | Mère au foyer Présidente du district du Pays de Pouzauges (1991 → ?) Chevalier de l'Ordre national du Mérite (2010) |
| juin 1995                                | janvier 2008 (décès)    | Roger Colin                             | DVD-UMP   | Ancien directeur général Conseiller général de Pouzauges (1994 → 2001) Réélu en 2001                                |
| mars 2008                                | mars 2014               | Michel Roy                              | DVD-MPF   | Cadre retraité Président de la CC du Pays-de-Pouzauges (2008 → 2014)                                                |
| mars 2014                                | En cours                | Michelle Devanne                        | DVG       | Enseignante retraitée Réélue pour le mandat 2020-2026                                                               |

### Environnement
Pouzauges a obtenu trois fleurs au Concours des villes et villages fleuris (palmarès 2007).
Elle est station verte depuis 2016. En 2017, Pouzauges entre dans le réseau des Petites Cités de caractère.

### Jumelages
- Eye (Suffolk) (Angleterre)
- Meitingen (Allemagne)
- Puertollano (Espagne)

## Population et société

### Démographie

#### Évolution démographique
L'évolution du nombre d'habitants est connue à travers les recensements de la population effectués dans la commune depuis 1793. Pour les communes de moins de 10 000 habitants, une enquête de recensement portant sur toute la population est réalisée tous les cinq ans, les populations de référence des années intermédiaires étant quant à elles estimées par interpolation ou extrapolation. Pour la commune, le premier recensement exhaustif entrant dans le cadre du nouveau dispositif a été réalisé en 2005.

En 2022, la commune comptait 5 641 habitants, en évolution de +1,95 % par rapport à 2016 (Vendée : +5,33 %, France hors Mayotte : +2,11 %).
| 1793 | 1800 | 1806 | 1821 | 1831  | 1836  | 1841  | 1846  | 1851  |
| ---- | ---- | ---- | ---- | ----- | ----- | ----- | ----- | ----- |
| 400  | 236  | 330  | 452  | 2 141 | 2 234 | 2 277 | 2 440 | 2 508 |

| 1856  | 1861  | 1866  | 1872  | 1876  | 1881  | 1886  | 1891  | 1896  |
| ----- | ----- | ----- | ----- | ----- | ----- | ----- | ----- | ----- |
| 2 591 | 2 572 | 2 701 | 2 767 | 2 934 | 3 096 | 3 308 | 3 408 | 3 407 |

| 1901  | 1906  | 1911  | 1921  | 1926  | 1931  | 1936  | 1946  | 1954  |
| ----- | ----- | ----- | ----- | ----- | ----- | ----- | ----- | ----- |
| 3 314 | 3 291 | 3 356 | 3 104 | 3 063 | 3 265 | 3 338 | 3 392 | 3 579 |

| 1962  | 1968  | 1975  | 1982  | 1990  | 1999  | 2005  | 2006  | 2010  |
| ----- | ----- | ----- | ----- | ----- | ----- | ----- | ----- | ----- |
| 4 239 | 4 832 | 5 506 | 5 699 | 5 473 | 5 385 | 5 318 | 5 326 | 5 460 |

| 2015  | 2020  | 2022  | - | - | - | - | - | - |
| ----- | ----- | ----- | - | - | - | - | - | - |
| 5 525 | 5 565 | 5 641 | - | - | - | - | - | - |

#### Pyramide des âges
En 2018, le taux de personnes d'un âge inférieur à 30 ans s'élève à 32,3 %, soit au-dessus de la moyenne départementale (31,6 %). À l'inverse, le taux de personnes d'âge supérieur à 60 ans est de 29,7 % la même année, alors qu'il est de 31,0 % au niveau départemental.
En 2018, la commune comptait 2 742 hommes pour 2 807 femmes, soit un taux de 50,59 % de femmes, légèrement inférieur au taux départemental (51,16 %).
Les pyramides des âges de la commune et du département s'établissent comme suit.
| Hommes | Classe d’âge | Femmes |
| ------ | ------------ | ------ |
| 0,7    | 90 ou +      | 3,0    |
| 7,2    | 75-89 ans    | 10,8   |
| 18,4   | 60-74 ans    | 19,2   |
| 22,8   | 45-59 ans    | 20,6   |
| 16,5   | 30-44 ans    | 16,0   |
| 17,3   | 15-29 ans    | 14,7   |
| 17,0   | 0-14 ans     | 15,6   |

| Hommes | Classe d’âge | Femmes |
| ------ | ------------ | ------ |
| 0,8    | 90 ou +      | 2,2    |
| 8,7    | 75-89 ans    | 11,1   |
| 20,3   | 60-74 ans    | 21,3   |
| 20     | 45-59 ans    | 19,4   |
| 17,5   | 30-44 ans    | 16,8   |
| 15     | 15-29 ans    | 13,2   |
| 17,7   | 0-14 ans     | 16,1   |

### Enseignements
- Une école maternelle publique Françoise-Dolto
- Une école primaire publique Jules-Verne
- Une école maternelle / primaire privée Notre-Dame-du-Donjon
- Un collège public Gaston-Chaissac
- Un collège privé Antoine-de-Saint-Exupéry
- Une maison familiale rurale de Bellevue
- Un lycée privé Notre-Dame-de-la-Tourtelière (situé à Montournais jusqu'en 1997)
- Un institut supérieur ISECA (Les Établières)

### Santé
La commune abrite l'Installation d'ionisation de Pouzauges, exploitée par la société Ionisos. Elle constitue l'installation nucléaire de base 146. Elle est destinée à assurer le traitement par rayonnement gamma de matériel médical ou de produits alimentaires.

### Sports
Deux clubs de la ville évoluent au niveau national :
- en handball avec le Pouzauges Vendée Handball dont l'équipe 1 masculine évolue en Nationale 1 (3e échelon national) pour la saison 2020/2021 ;
- en football avec le Pouzauges Bocage FC dont l'équipe 1 masculine évolue en National 3 (5e échelon national) pour la saison 2020/2021.

## Économie
À Pouzauges est situé le siège social de Fleury Michon, société agro-alimentaire de premier plan dans la restauration collective et la grande distribution en France.
Une installation d'ionisation est implantée à Pouzauges,. Il s'agit de l'installation nucléaire de base la plus proche de l'épicentre distant de 60 km du séisme de 2023 dans l'Ouest de la France de magnitude 5,3. 
L'Institut de radioprotection et de sûreté nucléaire avait indiqué que, selon l'exploitant de l'installation, aucune incidence notable n'avait été relevée lors du séisme du 12 février 2018 à Saint-Hilaire-de-Voust, de magnitude plus modérée, entre 4,6 et 4,8, mais dont l'épicentre était distant de seulement 20 km, l'installation étant à l'arrêt et les sources d’irradiation en position de sûreté au fond de la piscine d'entreposage. L'aléa sismique retenu pour l'installation nucléaire de Pouzauges est notablement plus élevé que la sollicitation sismique observée lors du séisme de 2018.
Des exercices sont régulièrement organisés dans le cadre du plan communal de sauvegarde.

## Culture locale et patrimoine

### Divers
- Le film de Jean Dréville La Ferme du pendu, dans lequel Bourvil tient son premier rôle, a été tourné pendant l'été 1945 à Pouzauges.
- Pouzauges est citée dans la série H avec Éric et Ramzy (épisode 19 saison 3).
- Le clip de la chanteuse C'élora, Jusqu'à Paris, a été tourné à Pouzauges au printemps 2021.
- Le clip du chanteur Téo Lavabo, La danse de la brioche avec la troupe des Joyeux Vendéens et en collaboration avec la commune de Mallièvre, en 2024.

### Lieux et monuments

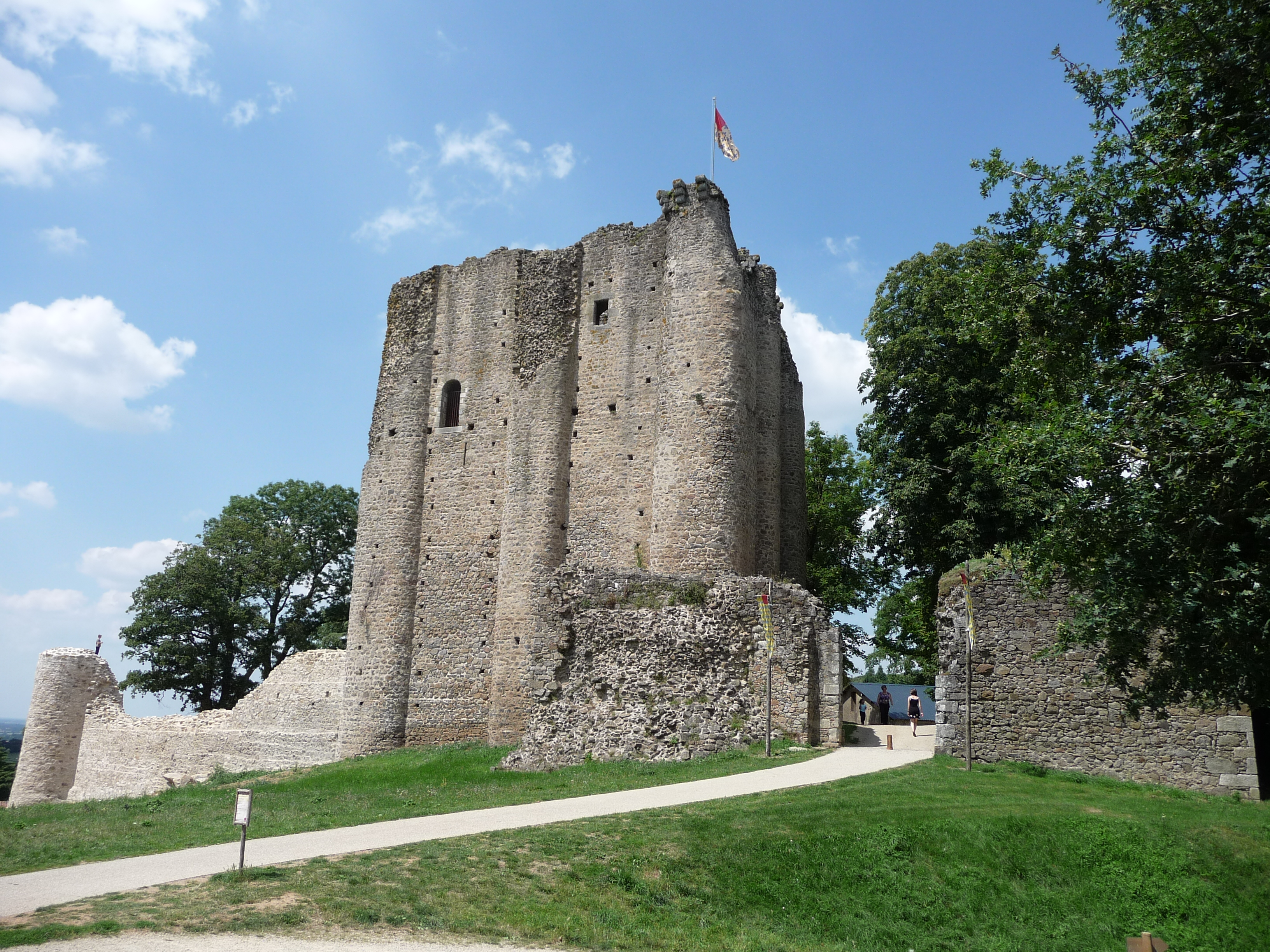
Le château de Pouzauges.

La commune est surplombée par le bois de la Folie, panorama sur la Vendée.
Les autres lieux, monuments et particularités sont :
- le château de Pouzauges ; visitable ;
- le château de la Cacaudière (XIXe siècle) ;
- le manoir de Puy Papin (XVe siècle) ;
- l'église Saint-Jacques, XIIe siècle ; tableaux représentant le chemin de croix ;
- l'église romane Notre-Dame du Vieux Pouzauges[43], avec fresques murales représentant l'histoire de Joachim et d'Anne, l'enfance de la Vierge, fresques du XIIe siècle ou début XIIIe siècle. Elles ont été découvertes en 1948 par MM. François Chamard et Jean Challet ;
- le Fil Vert, parcours touristique qui permet de découvrir la ville[44] ;
- les moulins à vent jumeaux du Terrier Marteau ;
- le Dolmen du Marchais (accès près du lotissement du Puy Trumeau) n'est pas un mégalithe authentique mais un pseudo-dolmen d'origine naturelle (chaos rocheux)[45] ;
- l'abbaye de l'Aumônerie (privée mais visitable sur demande - centre-ville) ;
- les ruines de l'abbaye de Bois Roland ;
- les multiples petites venelles et ruelles dans le centre de la ville haute ;
- le lac de l'Espérance, baignade autorisée, camping, pêche ;
- ses souterrains-refuges[46].

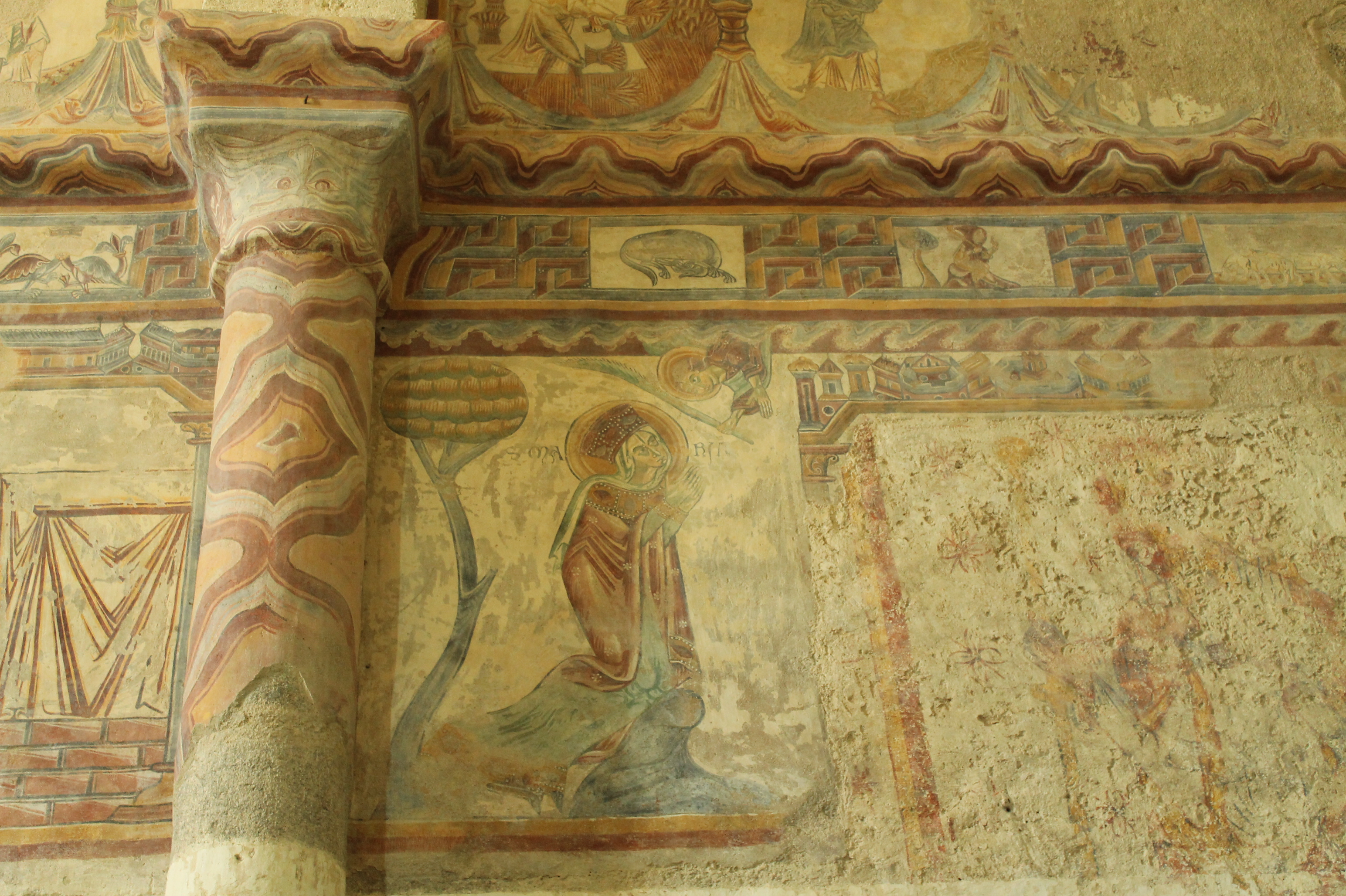
Les peintures murales de l'église du Vieux-Pouzauges.
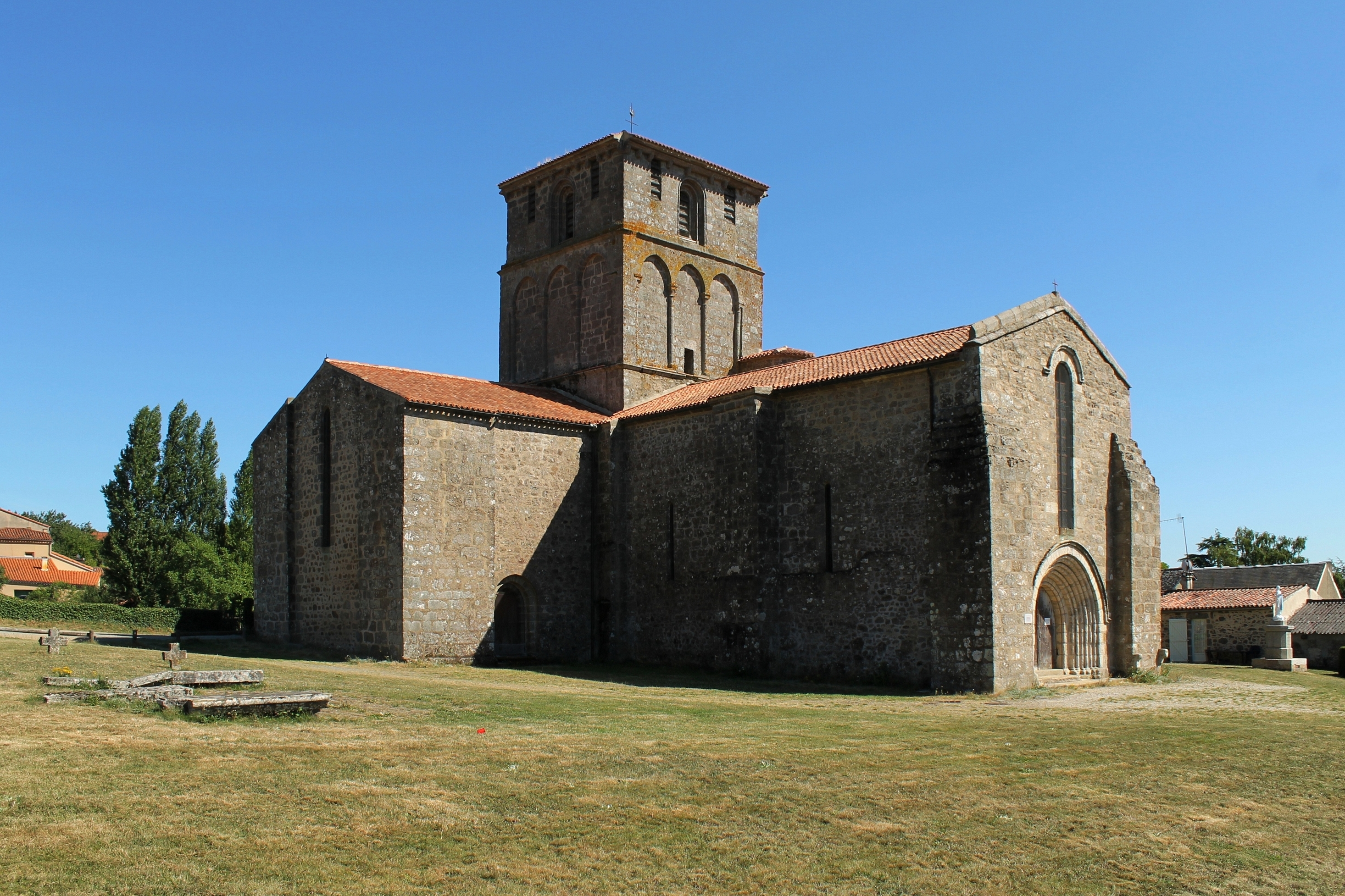
L'église du Vieux-Pouzauges.
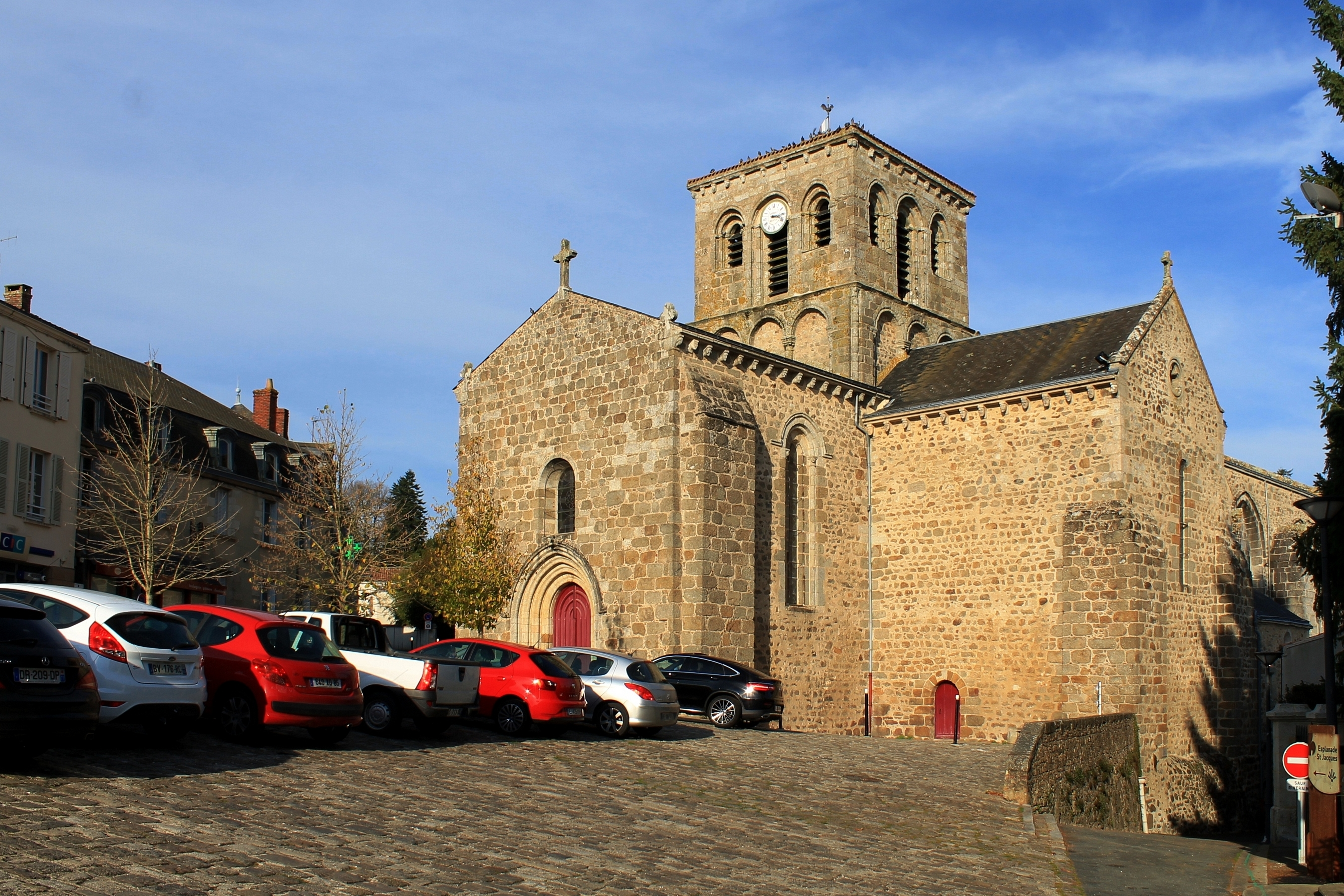
L'église de Pouzauges.
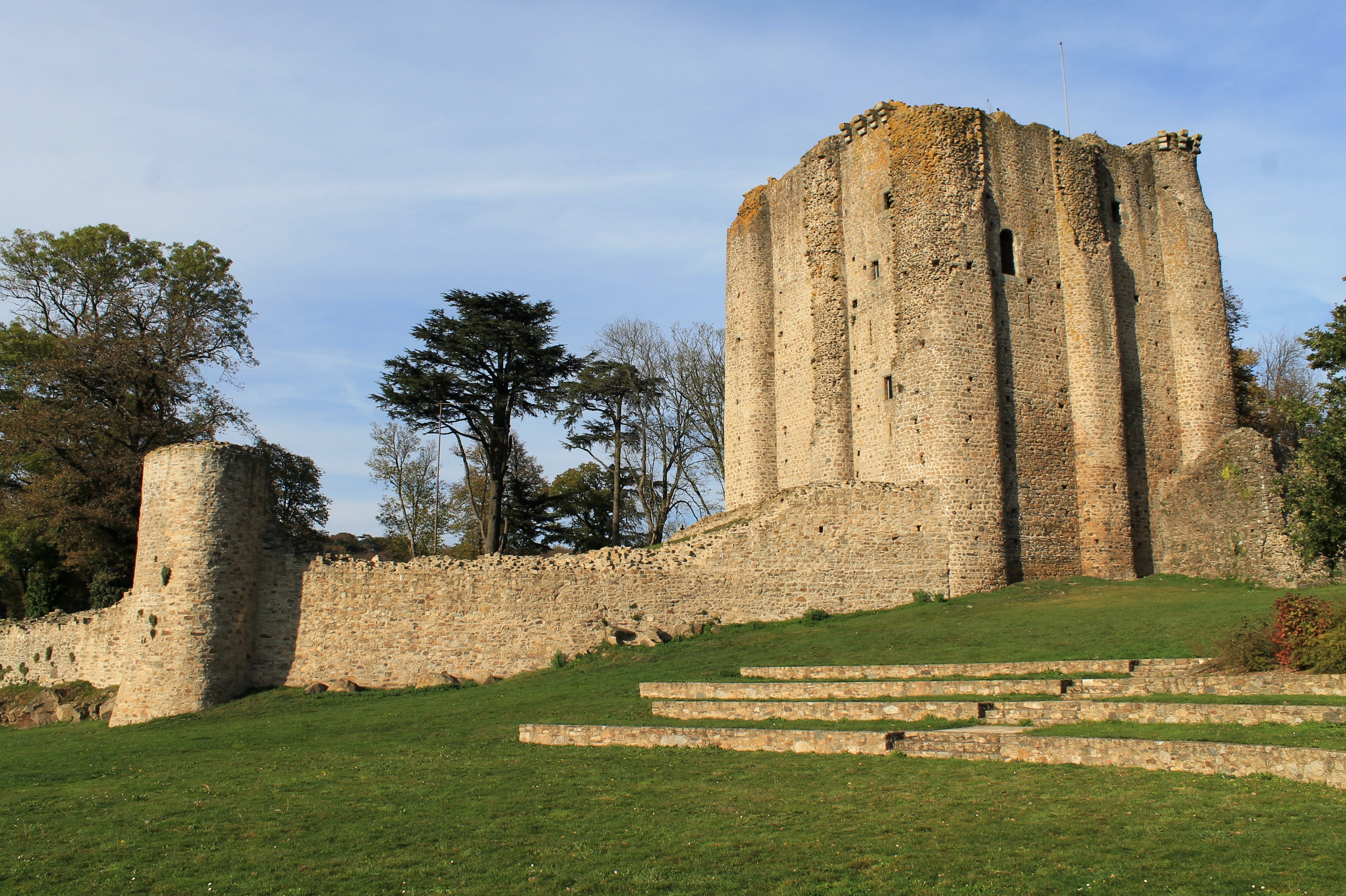
Le vieux château.
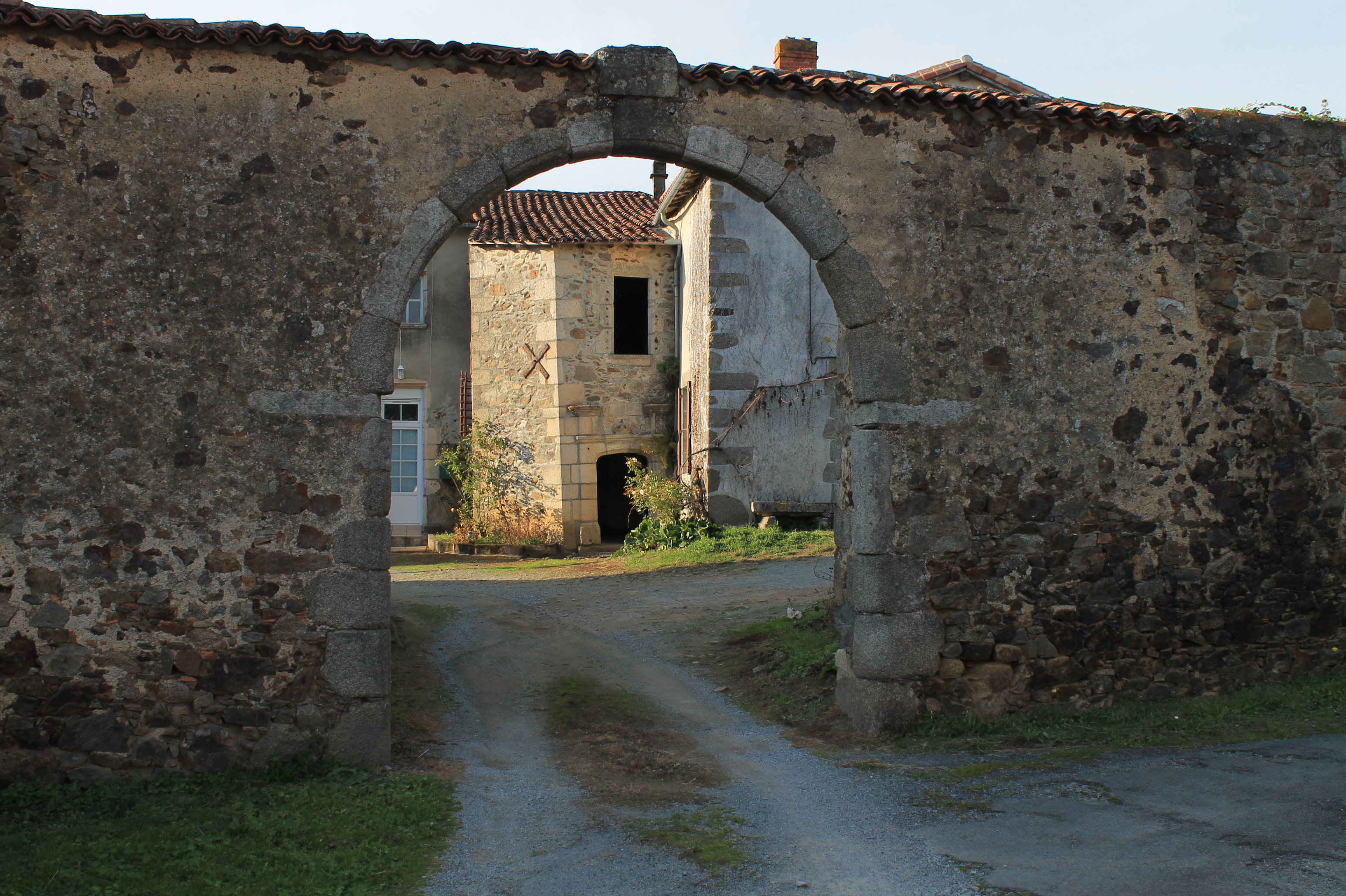
Le logis de l'Étoile.
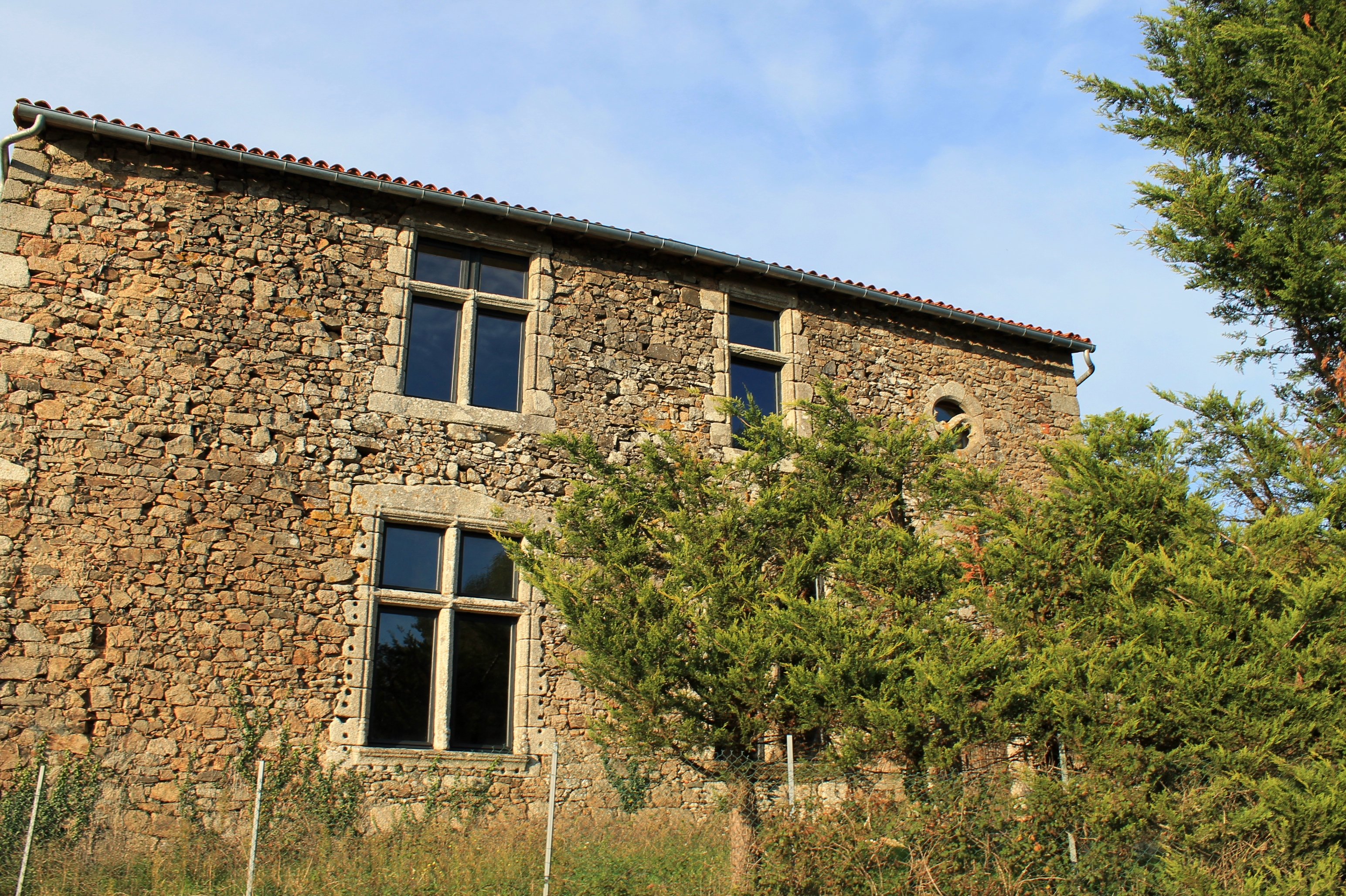
Le logis du Puy Papin.
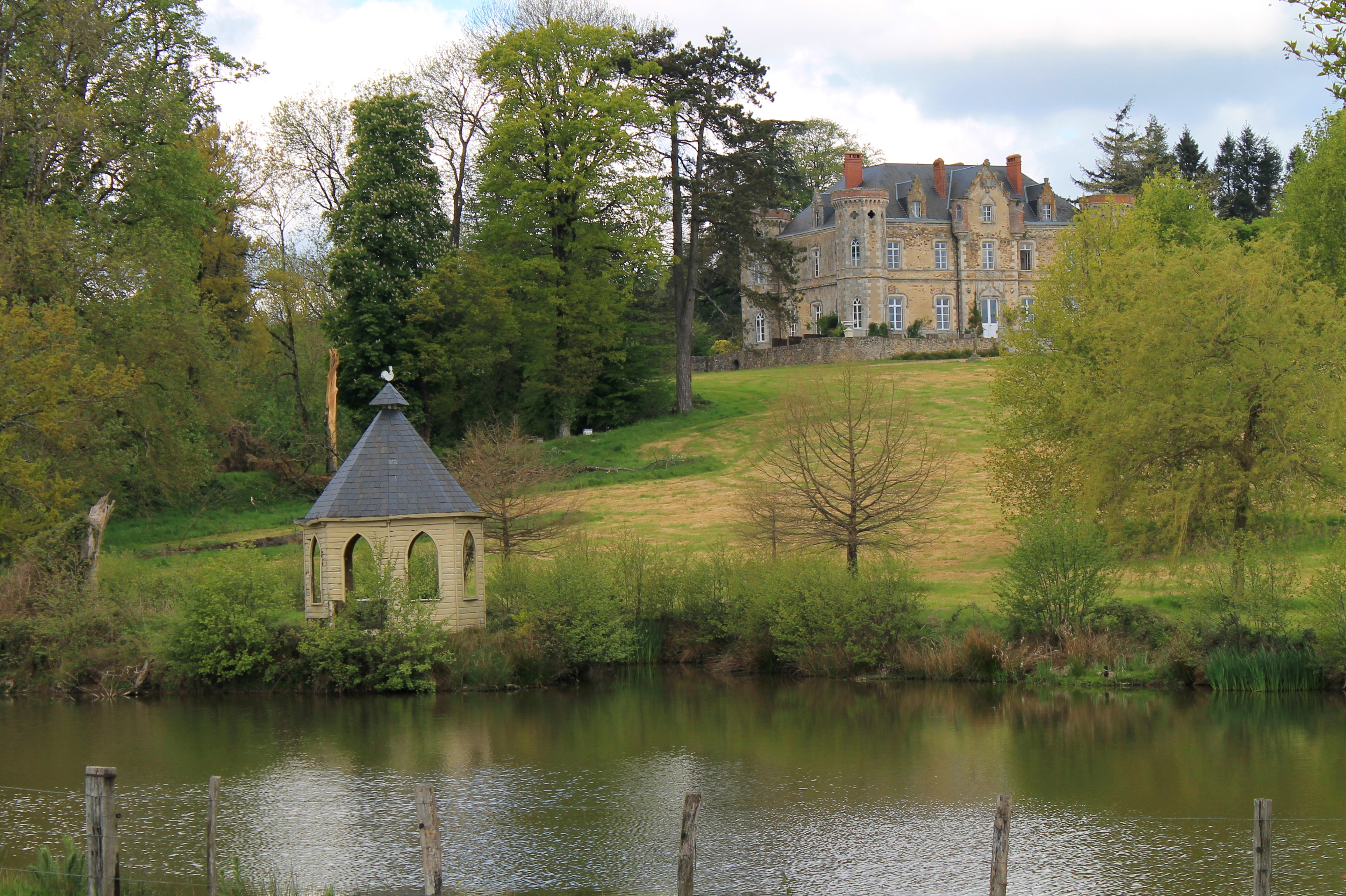
Le château de la Cantaudière.
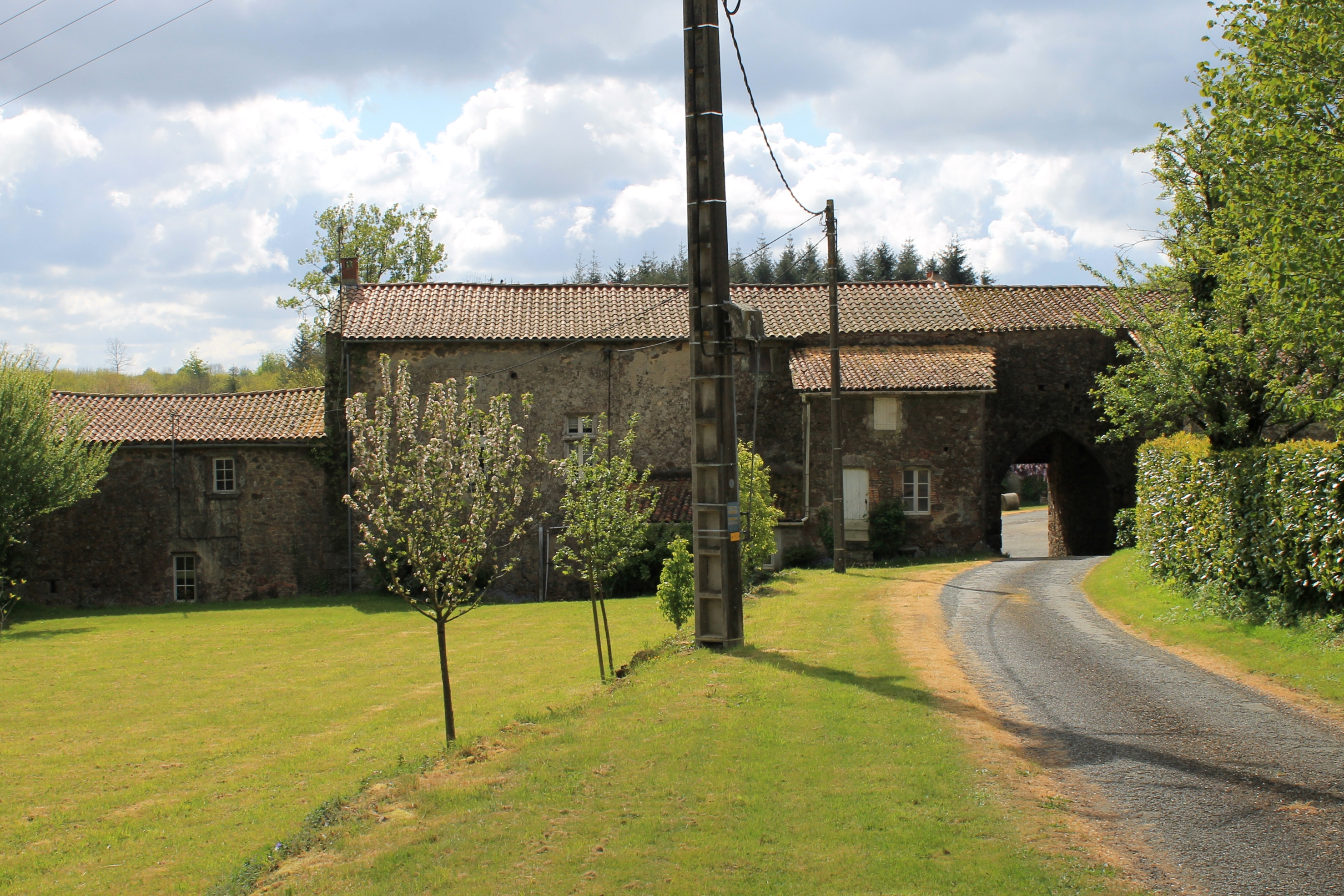
Le logis du Coteau.
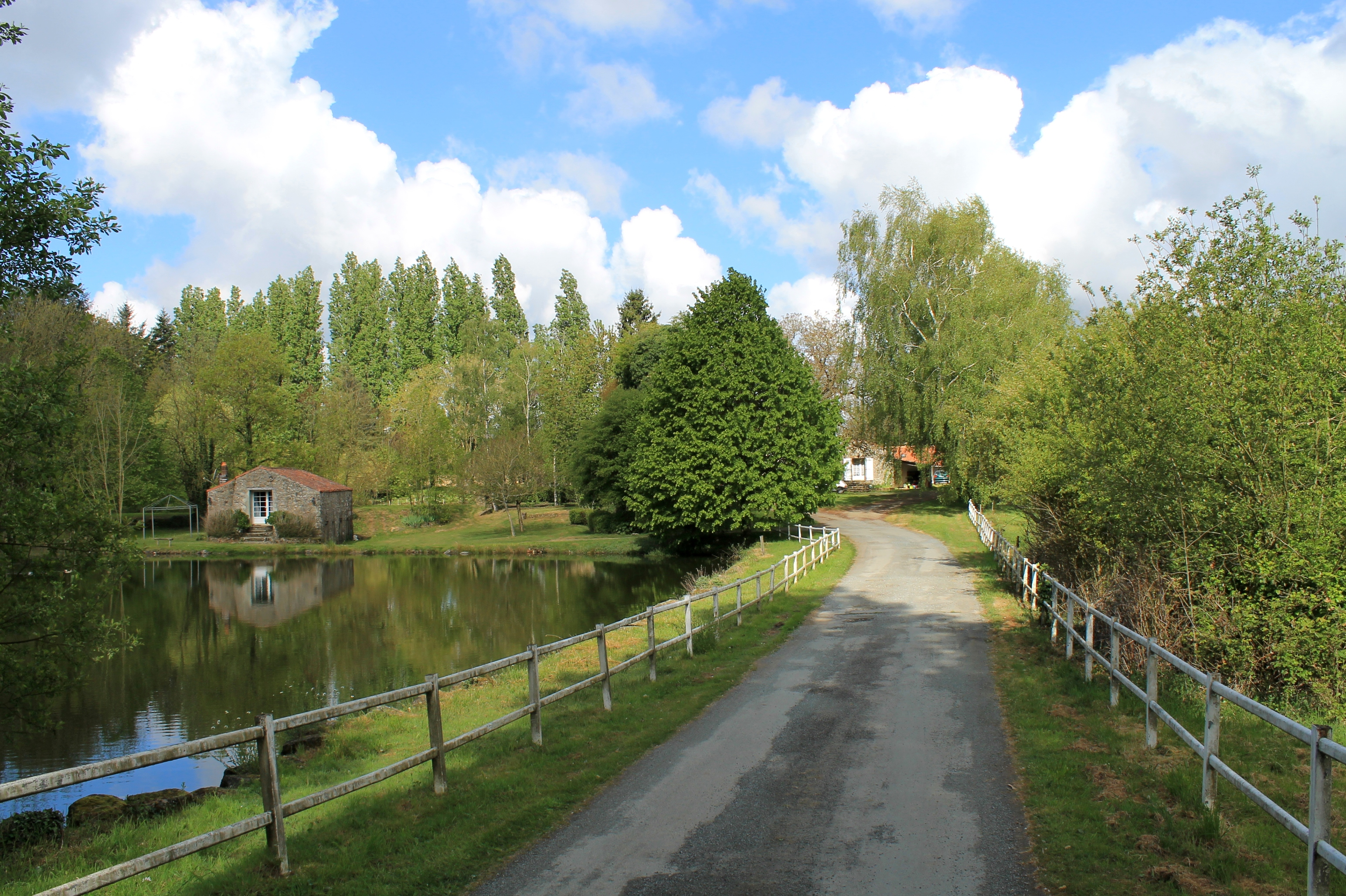
Le site de l'abbaye de Bois Roland.
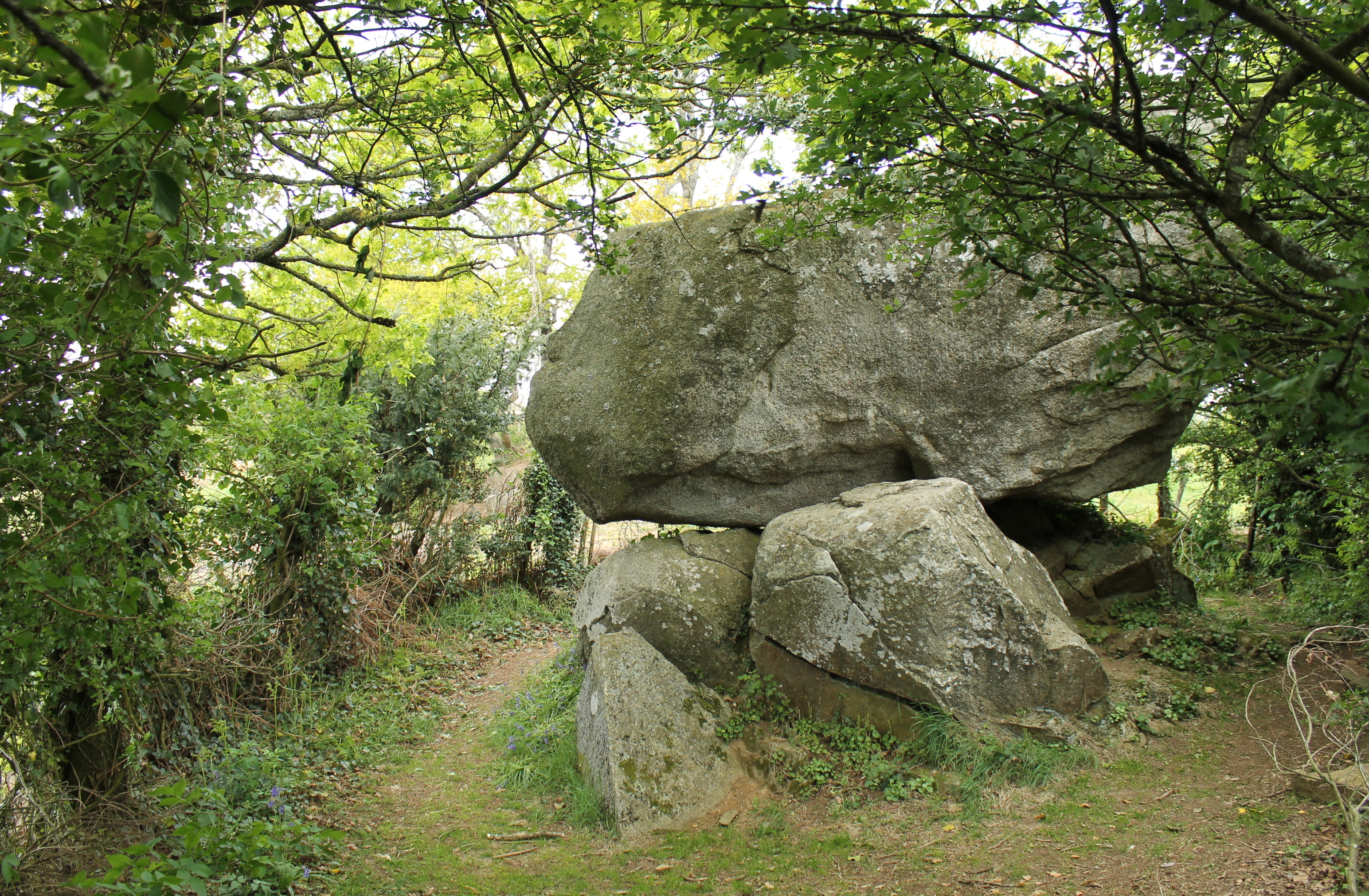
Le mégalithe du Marchais.

### Personnalités liées à la commune
- René Verdon (1924-2011), né à Pouzauges et mort à San Francisco, fut le chef cuisinier de la Maison-Blanche sous l'administration Kennedy, puis dirigea le restaurant Le Trianon à San Francisco[47].
- Raymond Fiori (1931-1994), footballeur professionnel mort à Pouzauges.
- Jean-Claude Suaudeau (1938-), footballeur professionnel puis entraîneur ayant commencé sa carrière à l'Avenir de Pouzauges.
- Clément Lanoue (1983-), humoriste, animateur de radio et producteur.

### Héraldique
| Blason | Blasonnement : D'or à l'épée haute d'argent, accostée de dix fleurs de lys de sable, cinq à dextre et cinq à senestre ordonnées en sautoir. |

### Identité visuelle

Logotype (avant 2016).
Logotype (depuis 2017).

### Devise
La devise de Pouzauges : Justice et force.